# Leptotogea kenyae
Leptotogea kenyae är en stekelart som beskrevs av Heinrich 1968. Leptotogea kenyae ingår i släktet Leptotogea och familjen brokparasitsteklar. Inga underarter finns listade i Catalogue of Life.